# Tullio Maruzzo
Tullio Maruzzo (właściwie: Marcello Maruzzo) (ur. 23 lipca 1929 w Arcugnano, zm. 1 lipca 1981 niedaleko Los Amates) – włoski duchowny katolicki posługujący w Gwatemali, misjonarz, franciszkanin, męczennik, ofiara wojny domowej w Gwatemali, błogosławiony Kościoła katolickiego.

## Życiorys
Urodził się w 1929 w Arcugnano. 15 lipca 1951 roku złożył śluby zakonne w zakonie franciszkańskim. 21 czerwca 1953 roku został wyświęcony na prezbitera. W 1960 roku wyjechał na misję do Gwatemali. Walczył tam z bogatymi posiadaczami ziemi o prawa ubogich. 
1 lipca 1981 został zastrzelony przez partyzantów na drodze do Los Amates.
9 października 2017 papież Franciszek podpisał dekret o męczeństwie jego i Luisa Navarro, co otworzyło drogę do beatyfikacji, która odbyła się 27 października 2018 w Izabal.